# Гутоски, Кристен
Кри́стен Ли Гуто́ски (англ. Kristen Lee Gutoskie) — канадская актриса. Наиболее известна по роли Кэти Фрэнк в телесериале «Изоляция». Также сыграла сирену Селину в восьмом сезоне телесериала «Дневники вампира».
Гутоски окончила Университет Уилфрида Лорье.

## Фильмография

### Кино
| Год  | Название на русском | Название на английском             | Роль             | Примечания          |
| ---- | ------------------- | ---------------------------------- | ---------------- | ------------------- |
| 2009 |                     | Recession Dating                   | Джанет           | Короткометражка     |
| 2009 | Я дьявол            | Manson, My Name Is Evil            | постоялица отеля | В титрах не указана |
| 2011 |                     | Moon Point                         | Сара Черри       |                     |
| 2011 |                     | Blink                              |                  | Короткометражка     |
| 2013 |                     | That's So Relatable: Soon or Later | Эмбер            |                     |
| 2013 |                     | Playground of Dreams               | Одри             | Короткометражка     |
| 2014 |                     | Instagram: A Caption Story         |                  | Короткометражка     |
| 2015 |                     | 5PiX                               |                  | Короткометражка     |
| 2016 | Песчаная буря       | The Dust Storm                     | Нора             |                     |

### Телевидение
| Год       | Название на русском                   | Название на английском     | Роль                | Примечания                                        |
| --------- | ------------------------------------- | -------------------------- | ------------------- | ------------------------------------------------- |
| 1999      | Беспокойные души                      | Restless Spirits           | дочь Коли           | ТВ фильм                                          |
| 2000      | Настоящие дети, настоящие приключения | Real Kids, Real Adventures | Шерри Дикер         | Эпизод «Through the Ice: The Sherry Dicker Story» |
| 2001      | Когда сердца бьются в такт            | In a Heartbeat             | Донна               | Эпизод «Hero»                                     |
| 2000–01   |                                       | System Crash               |                     | 2 эпизода                                         |
| 2002      |                                       | Verdict in Blood           | Ли                  | ТВ фильм                                          |
| 2010      |                                       | Pure Pwnage                | роковая женщина     | 1 эпизод                                          |
| 2009–10   | Настоящий Арон Стоун                  | Aaron Stone                | Бет                 | Эпизоды «Game On» и «Sparks»                      |
| 2011      | Короли побега                         | Breakout Kings             | Роуз                | Эпизод «Paid in Full»                             |
| 2011      | Копы-новобранцы                       | Rookie Blue                | Миранда             | Эпизод «Butterflies»                              |
| 2010–11   | Быть Эрикой                           | Being Erica                | Джорджи Джиакомелли | Эпизоды «Fa La Erica» и «Osso Barko»              |
| 2011      |                                       | Originals                  | Триш                | 9 эпизодов                                        |
| 2011–12   | Бивер Фолс                            | Beaver Falls               | Рэйчел              | Главная роль (12 эпизодов)                        |
| 2013      | Дело Дойлов                           | Republic of Doyle          | Кайла Макрури       | 3 эпизода                                         |
| 2016      | Семейное положение                    | Relationship Status        | Пембрук             | 5 эпизодов                                        |
| 2016      | Изоляция                              | Containment                | Кэти Фрэнк          | Главная роль (13 эпизодов)                        |
| 2016–2017 | Дневники вампира                      | The Vampire Diaries        | Селин               | Повторяющаяся роль (8-й сезон) 9 эпизодов         |
| 2016-18   | Смертельное оружие                    | Lethal Weapon              | Моли Хендрикс       | Второстепенная роль.                              |